# Sirio Vernati
Sirio Vernati (Zürich, 1907. május 12. – 1993. február 22.) svájci labdarúgó-fedezet.